# 俳粉蝶屬
俳粉蝶屬（學名：Piercolias）是粉蝶科粉蝶亞科粉蝶族粉蝶亞族裡的一個屬。共有3個物種，分佈於玻利維亞及秘魯。

## 物種
- 考絡俳粉蝶 Piercolias coropunae
- 福氏俳粉蝶 Piercolias forsteri
- 俳粉蝶 Piercolias huanaco

## 外部連結
- Piercolias（页面存档备份，存于） - funet.fi